# Ectropothecium perrieri
Ectropothecium perrieri är en bladmossart som beskrevs av Thériot 1922. Ectropothecium perrieri ingår i släktet Ectropothecium och familjen Hypnaceae. Inga underarter finns listade i Catalogue of Life.